# イオン金山店
イオン金山店（イオンかなやまてん）は、愛知県名古屋市中区金山一丁目にあるイオンリテール株式会社が運営するスーパーマーケットである。旧ダイエー時代の店番号は0762。
金山総合駅北に所在する。

## 概要

### （初代）ダイエー金山店時代

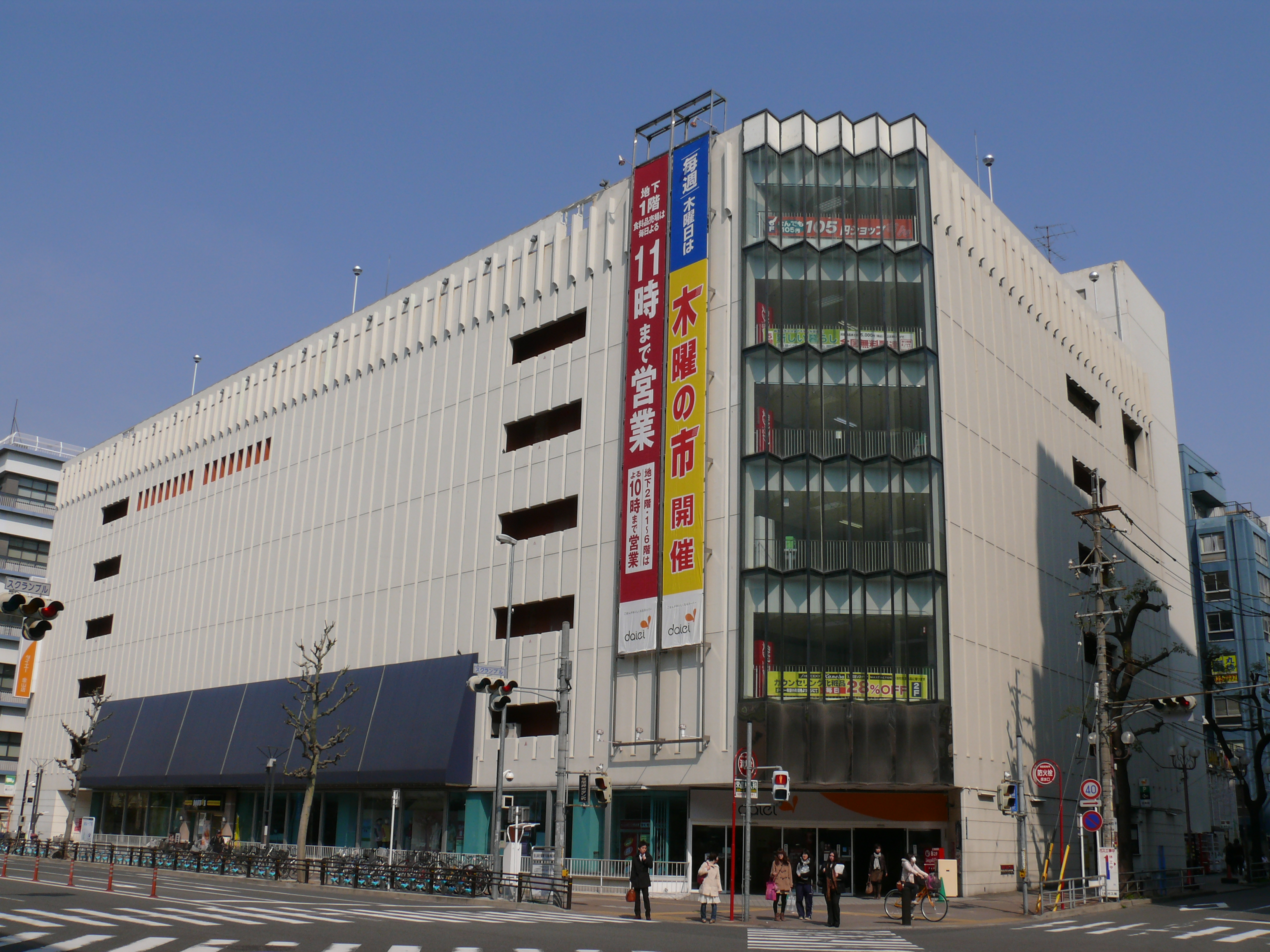
ダイエー旧店舗時代の正面入り口

地上6階・地下1階で地下2階にはラーメンのスガキヤのみが入店しているという比較的珍しい構造でもあった。店番号は0260。開業当初は、金山ショッパーズプラザが名称だったが、左記の名称は公式には使われずダイエー金山店の名称を表向きは前面に出していた。
店舗老朽化に伴う改築のため、2012年9月30日で閉店した。

### （2代目）ダイエー金山店時代

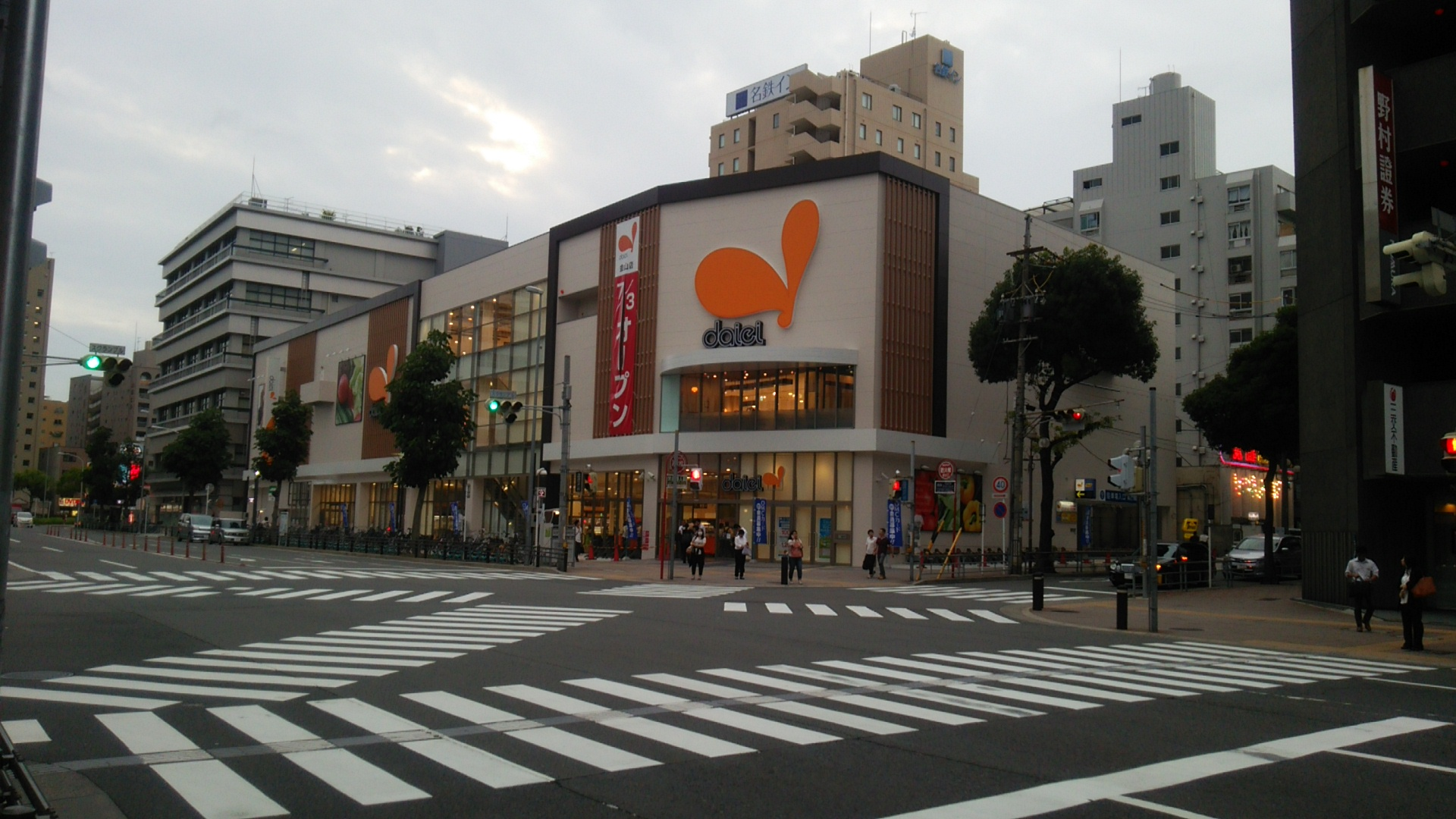
2代目ダイエー金山店の正面入り口。2014年6月27日撮影

当初の予定では、建設は2013年5月、竣工は2014年6月、オープンは同年6月を予定していたが、2014年7月3日にリニューアルオープンした。建物は、地上3階・地下2階建てで鉄骨鉄筋コンクリート構造・鉄骨構造。逆打ち工法が採用され、特に地下の工事では苦戦を強いられたとされる。
全国で初めてビジネスマン向けの売り場である「BIZ.COM（ビズ・コム）」を導入。地下1階は旧店舗時代の約2.8倍（1500品目）になる大規模なものとなり、いわゆる中食分野の強化を図っている。正面入り口そばにはイートインスペースが用意されている。なお、1階と地下1階の商品に関してはどちらのレジでも精算可能になっている。
WAONやmanacaなどの交通系電子マネーなどの電子マネー決済に対応し地下2階を除く各階にWAONのチャージ機が設置され、1階には有人レジ以外にセルフレジも導入された。なお、端末機はNEC製の『かざっぴ』が用いられた。
ネットスーパーは2014年7月25日に導入された。11月には日用品の一部が地下1階の食料品売り場で購入できるようになるなどのリニューアルを行っている。
2015年9月1日にイオンリテール株式会社に同店の営業権が承継。承継時は、「ダイエー」のままで営業が継続されたが、同年9月27日を以ってダイエーとしての営業を終了し、10月1日より正式にイオンへ名称変更された。

### イオン金山店

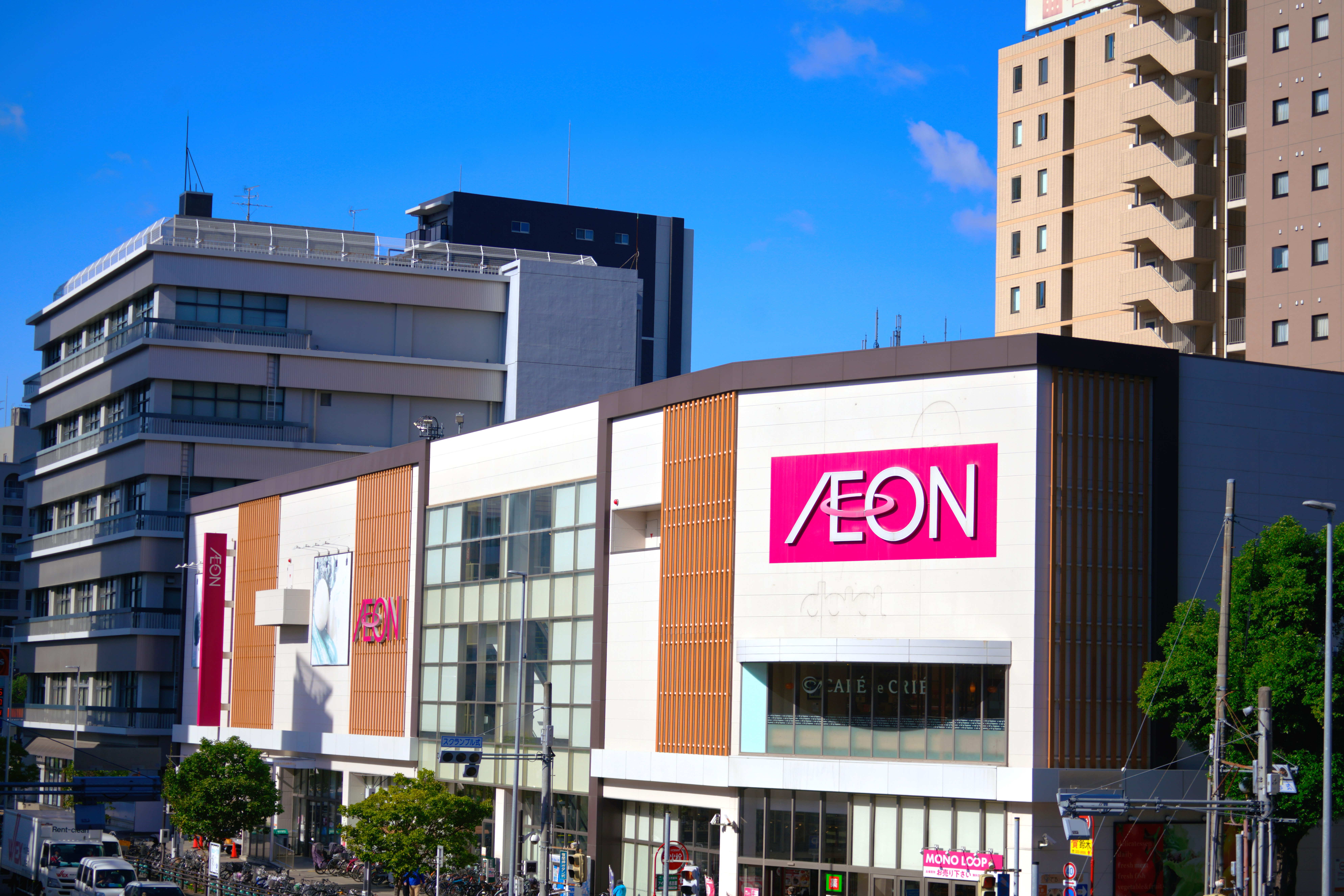
イオン金山店_2024年11月23日撮影
イオンのロゴがある壁面にダイエーのロゴ跡がわずかに確認できる

2日間の改装の後、2015年9月30日よりイオン金山店としてリニューアルオープンした。（2代目）ダイエー時代との違いは、2階にミニサロンおよび2階と3階に休息用の背もたれのない椅子が設置された点である。2代目ダイエー金山店オープンから設けられていたイートインスペースは2018年1月16日をもって全面撤去されイベントスペースに変更となり、さらにその後はテナントエリアになっている。

## フロア構成

### （初代）ダイエー金山店
| 階  | フロア概要                                               |
| --- | -------------------------------------------------------- |
| RF  | 駐車場                                                   |
| 6F  | 100円ショップ                                            |
| 5F  | インテリア・日用雑貨・小型家電・文具・ペット用品・催事場 |
| 4F  | 紳士衣料・紳士肌着                                       |
| 3F  | 婦人衣料品・婦人肌着                                     |
| 2F  | 婦人衣料品・服飾雑貨・化粧品                             |
| 1F  | サービスカウンター・OMCカウンター・ATM                   |
| B1F | 食料品・生鮮食品                                         |
| B2F | スガキヤ                                                 |

### イオン金山店（旧・（2代目）ダイエー金山店）
| 階  | フロア概要                                                                            |
| --- | ------------------------------------------------------------------------------------- |
| 3F  | メンズフロア・紳士靴/婦人靴（グリーンボックス）・暮らしの品（キッチン用品・文具など） |
| 2F  | レディスフロア・薬・化粧品・日用品・喫茶店（カフェ・ド・クリエ）・休憩室              |
| 1F  | 食料品（中食商品中心）・サービスカウンター・モノ・ループ（リユース品買取店）          |
| B1F | 生鮮食品・パン・花・日用品（一部）・クリーニング・ATM                                 |
| B2F | 駐車場                                                                                |

## アクセス
- JR東海道本線・JR中央本線・名鉄名古屋本線・名古屋市営地下鉄名城線・名港線 金山総合駅から徒歩で約2分。